# Proteasa NS2-3 (VHC)
La  proteasa NS2-3  es una enzima responsable del procesado proteolítico entre NS2 y NS3, las cuales son proteínas no estructurales que forma parte del ciclo viral del virus de la hepatitis C. La proteasa NS3 del virus de la hepatitis C, por otro lado, es responsable del procesado postraduccional de proteínas no estructurales. Ambas proteasas están directamente implicadas en la replicación del genoma viral. .

## Antecedentes sobre la hepatitis C
La hepatitis C afecta a 170 millones de personas alrededor del mundo. La mayoría de infectados viven en países en vías de desarrollo qué a menudo no poseen los medios para esterilizar correctamente el material médico, una fuente común de la infección por HCV infe. La educación también juega una papel importante. La mayoría de las personas no tienen acceso a la información sobre el virus, su vía de propagación o sobre su infección. La infección puede llevar a cirrosis y cáncer de hígado.

## Genoma Viral
El virus de la hepatitis C es un virus de ARN de cadena sencilla y polaridad positiva de la familia Flaviviridae . El genoma consiste en aproximadamente 10,000 nucleótidos y codifica un sola poliproteína. El genoma del VHC codifica 10 proteínas virales: C, E1, E2, p7, NS2, NS3, NS4A, NS4B, NS5A y NS5B.

## Discusión
La proteasa NS2-3 es la enzima responsable de la ruptura proteolítica entre las proteínas no estructurales NS2 y NS3. La proteasa NS3, por otro lado, es responsablede la producción de proteínas no estructurales. La proteasa NS2-3 es esencial en el proceso para la producción de partículas virales.